# TTDPatch
A TTDPatch egy számítógépes program, ami az 1995-ben megjelent Transport Tycoon Deluxe (TTD) című számítógépes játékot módosítja futásidőben.
A patchet Josef Drexler kezdte el fejleszteni 1999-ben, főleg az eredeti játékban maradt hibák javításának céljából, ám rövid időn belül számos újítást is implementált a programba. Időközben több fejlesztő is beszállt a projektbe, a munka pedig a mai napig is folyik. A TTDPatchet az igen bonyolult x86 assembly nyelven írták.

## Újdonságok
A TTDPatch több mint 160 új funkciót és hibajavítást tartalmaz, melyek mind tetszés szerint ki- és bekapcsolhatók egy beállító file segítségével. Főbb újdonságként megemlíthető például a járművek számának megnövelése, a lejtőkön való építkezés megjelenése, vagy a fejlesztett kanyar és emelkedő kezelés (ami a kanyarokban és a hegyoldalakon való gyorsulást teszi realisztikusabbá). A valószínűleg leghasznosabb újítás az úgynevezett path-based signalling (PBS), azaz az útvonal alapú jelzőrendszer, ami lehetővé teszi több vonat egyidejű áthaladását egy kereszteződésen, amennyiben azok útvonala nem keresztezi egymást.
Josef Drexlernek a programon kívül sikerült dekódolnia a TTD grafikus fájljait is, és ezzel lehetőséget teremtett új grafikák, járművek, épületek, rakománytípusok és ipari létesítmények a játékba való telepítésére. Ezek az új grafikus fájlok az úgynevezett NewGRFok, melyeket szintén a fejlesztő közösség készít, és amelyek nagy része elérhető a TTDPatch wiki NewGRF-okkal foglalkozó oldalán.
A patch megoldotta a TTD kompatibilitási problémáit az újabb Windows operációs rendszerekkel, és lehetőséget adott a játék Windows 2000 vagy XP alatti futtatására.
A TTDPatch segítségével immáron lehetőség van többjátékos módban is játszani a játékkal, azonban ez a mód mindössze helyi hálózaton bizonyul stabilnak, az interneten keresztüli játék igen instabil és hibáktól sem mentes.